# Sebastian Carl Christoph Reinhardt

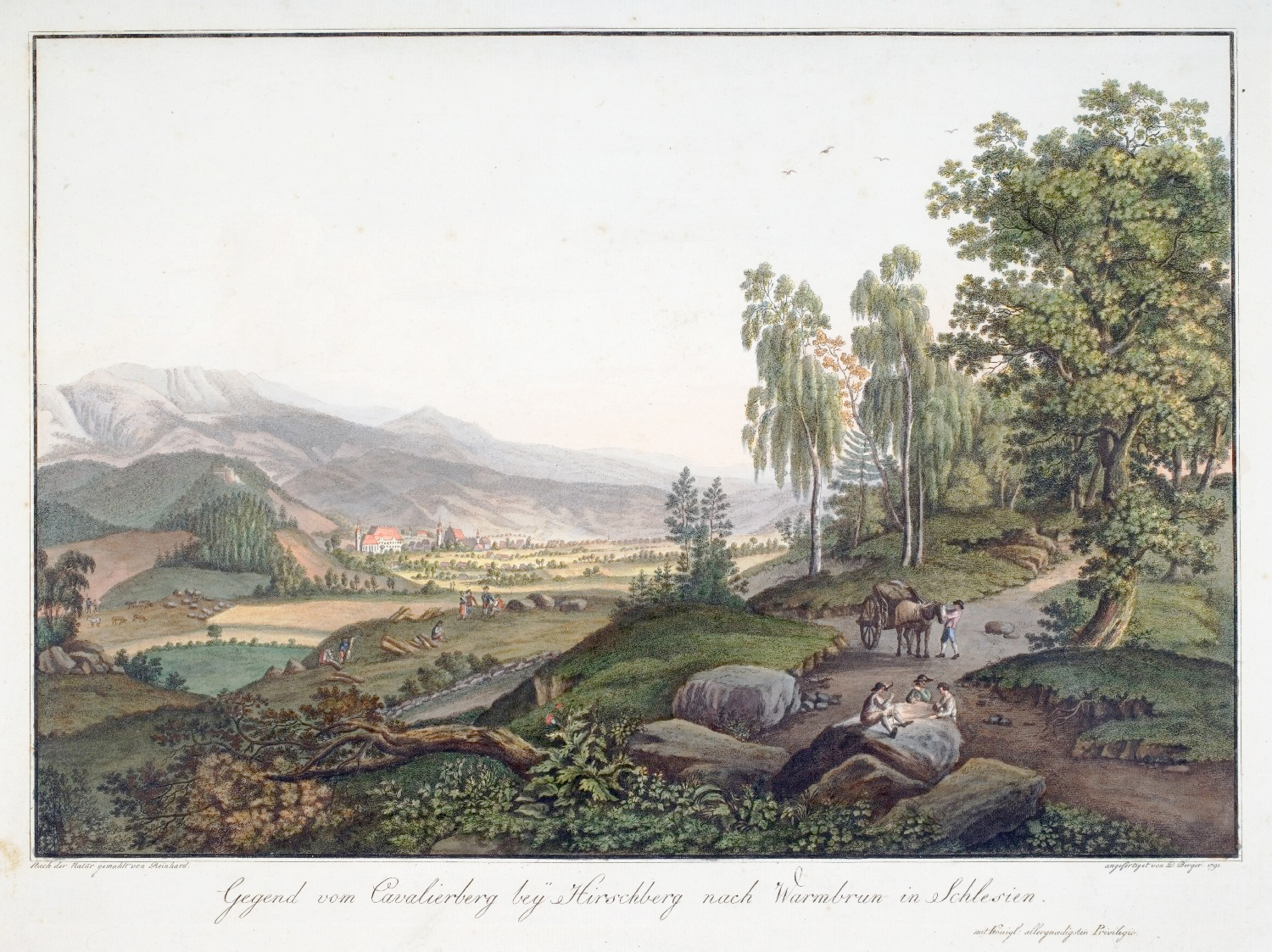
Stich von Daniel Berger nach einem Ölgemälde von Sebastian Carl Christoph Reinhardt: „Blick vom Kavalierberg bei Hirschberg nach Warmbrunn“, 1793

Sebastian Carl Christoph Reinhardt (* 13. Dezember 1738 in Ortenburg in Niederbayern; † 30. Mai 1827 in Hirschberg in Schlesien) war ein deutscher Landschaftsmaler.

## Leben und Schaffen
Seine Eltern waren der evangelisch-lutherische Pfarrer und Hofprediger Johann Gottlieb Reinhardt und seine Ehefrau Maria Susanna, geb. Kraer. Sein Großvater Friedrich Reinhardt stammte aus Kirchhain in der Niederlausitz. Nach der Übersiedlung der Familie nach Regensburg besuchte er das protestantisch-reichsstädtischen „Gymnasium poeticum“ eine der zwei frühen Vorläuferschulen des heutigen Albertus Magnus Gymnasiums. Ab 1760 schloss sich ein Kunststudium auf dem „Collegium Carolinum“ in Braunschweig bei Professor Eding an sowie in der ehemaligen herzoglich-braunschweigischen Gemäldegalerie von Schloss Salzdahlum unter Direktor Pusch. Eine Reise, die weiteren Studienzwecken diente, führte ihn über Hamburg nach Amsterdam.
Nach einer ausgedehnten Wanderschaft, die ihn u. a. in den Harz, nach Leipzig, Dresden, Berlin und Potsdam führte, machte er in Dresden die Bekanntschaft mit Adrian Zingg. Die erste größere Bekanntheit erlangte er 1788 auf der Berliner Akademieausstellung durch seine Veduten von Potsdam. Im Jahre 1788 erfolgte durch den Minister Friedrich Anton von Heynitz die Ernennung zum außerordentlichen Mitglied der Akademie der Künste in Berlin. Auf Wunsch der Akademie reiste Reinhardt ab 1789 nach Schlesien ins Riesengebirge. Günther Grundmann hat Reinhardt daher als „ersten Maler des Riesengebirges“ bezeichnet. Spätere Maler des Riesengebirges waren Christoph Nathe (1753–1806), Anton Balzer (1771–1807) und Caspar David Friedrich (1774–1840). Auf den Berliner Akademie-Ausstellungen war Reinhardt von 1787 bis 1824 regelmäßig beteiligt und hat dort insgesamt 67 Bilder gezeigt.
Im Jahre 1791 heiratete er die aus Hirschberg stammende Johanna Margarethe Brückner (1752–1811). Sein Sohn Carl Heinrich Otto wurde 1793 geboren, verstarb aber schon im gleichen Jahr. Reinhardt verbrachte seinen Lebensabend in Hirschberg im Haus von Johann Daniel Hess (1764–1854), dem Direktor der Hirschberger Zuckerfabrik. Er starb am 30. Mai 1827 in Hirschberg und wurde auf dem evangelischen Friedhof bei der Gnadenkirche beigesetzt, sein Grab ist nicht mehr vorhanden.

## Werke (Auswahl)
Viele seiner Werke waren im Besitz des preußischen Königshauses. Sie hingen in verschiedenen preußischen Schlössern, z. B. im Berliner Stadtschloss und im Königsberger Schloss und sind seit 1945 verschollen. Insgesamt 14 seiner Werke sind nur noch als kolorierte Kupferstiche von Daniel Berger (1744–1825) überliefert. Weitere zahlreiche Gemälde wurden für die Grafen von Hochberg auf Schloss Fürstenstein in Schlesien angefertigt.
- „Das Hirschberger Thal von Grunau aus betrachtet“, Öl auf Leinwand (1797), jetzt im Nationalmuseum (Breslau)
- „Die Ruinen des Greifensteins“, Öl auf Leinwand (1814), in der Stiftung Preußische Schlösser und Gärten Berlin-Brandenburg
- „Der Prudelberg bei Stonsdorf“, Öl auf Leinwand (1804), in der Stiftung Preußische Schlösser und Gärten, Berlin-Brandenburg
- „Gegend von Flinsberg in Schlesien“, Öl auf Leinwand (1795), jetzt im Bezirksmuseum Waldenburg (Muzeum Okręgowe w Wałbrzychu)
- „Gegend von Schmiedeberg nach Landeshut in Schlesien“, Öl auf Leinwand (1791), im Stadtmuseum Berlin (früher Märkisches Museum)
- „Riesengebirgslandschaft mit Schneekoppe und Schneegruben“, Öl auf Leinwand, bei der Generalverwaltung des vormals regierenden preußischen Königshauses in Berlin
- „Riesengebirgslandschaft mit Schneekoppe und Teich“, Öl auf Leinwand, in den Städtischen Sammlungen für Geschichte und Kultur in Görlitz
- „Ansicht des Gräditzberges mit Steinbruch“, Öl auf Leinwand, jetzt im Kreismuseum Waldenburg (Muzeum Okręgowe w Wałbrzychu)
- „Ansicht der Schneekuppe in der Gegend von Arensdorff in Schlesien“, kolorierte Radierung von Daniel Berger nach einem Ölgemälde von Reinhardt, 1794[5]
- „Blick vom Kavalierberg bei Hirschberg nach Warmbrunn“, kolorierter Kupferstich von Daniel Berger nach einem Ölgemälde von Reinhardt, 1793 (siehe Bild oben)
- „Die Stadt Hirschberg in Schlesien“, kolorierter Kupferstich von Daniel Berger nach einem Ölgemälde von Reinhardt
- „Die Ruinen des Gräditzberges in Schlesien von der Abendseite“, kolorierter Kupferstich von Daniel Berger nach einem Ölgemälde von Reinhardt
- „Gegend der Stadt Schmiedeberg nach Landeshut in Schlesien“, kolorierter Kupferstich von Daniel Berger nach einem Ölgemälde von Reinhardt
- „Gegend von Flinsberg in Schlesien“, kolorierter Kupferstich von Daniel Berger nach einem Ölgemälde von Reinhardt
- „Die Falkenberge von der Mitternachtseite in Schlesien“, kolorierter Kupferstich von Daniel Berger nach einem Ölgemälde von Reinhardt
- „Schloß Fürstenstein bey Freyburg in Schlesien“, kolorierter Kupferstich von Daniel Berger nach einem Ölgemälde von Reinhardt
- „Aussicht von Fürstenstein in Schlesien“, kolorierter Kupferstich von Daniel Berger nach einem Ölgemälde von Reinhardt
- „Gegend von Hirschberg nach Schmiedeberg in Schlesien“, kolorierter Kupferstich von Daniel Berger nach einem Ölgemälde von Reinhardt
- „Gegend vom Künast mit dem Amte Hermsdorf in Schlesien“, kolorierter Kupferstich von Daniel Berger nach einem Ölgemälde von Reinhardt
- „Gegend um Stonsdorf bey dem sogenannten Affenbusche in Schlesien“, kolorierter Kupferstich von Daniel Berger nach einem Ölgemälde von Reinhardt
- „Das Prellerische Hüttenwerk in Schlesien“, kolorierter Kupferstich von Daniel Berger nach einem Ölgemälde von Reinhardt